# Одеський апеляційний господарський суд

Юрисдикція суду

Оде́ський апеляці́йний господа́рський суд — колишній апеляційний господарський суд загальної юрисдикції, розміщений у місті Одесі. Юрисдикція суду поширювалася на Миколаївську, Одеську та Херсонську області.
Утворений 2001 року.
Суд здійснював правосуддя до початку роботи Південно-західного апеляційного господарського суду, що відбулося 3 жовтня 2018 року.
Запис про припинення суду внесено до Єдиного державного реєстру юридичних осіб, фізичних осіб-підприємців та громадських формувань 11 лютого 2020 року.

## Керівництво
Голова суду — Богацька Наталія Станіславівна
 Заступник голови суду — Разюк Галина Павлівна
 Керівник апарату — Павлевська Ганна Вікторівна.

## Показники діяльності у 2015 році
- Перебувало на розгляді справ — 4022
  - надійшло у 2015 році — 3677
- Розглянуто — 2779[10]